# ビックリメン
『ビックリメン』(BIKKURI-MEN)は、ロッテのチョコレート菓子『ビックリマン』を題材にした日本のテレビアニメ。2023年10月から12月までTOKYO MXほかにて放送された。
キャッチコピーは「これが、令和のビックリマン」。

## 概要
ロッテが1977年に発売を開始したロングセラー商品のチョコレート菓子『ビックリマン』はおまけに封入されているシールが小学生を中心に人気を集め、特に1980年代後半の「悪魔vs天使」シリーズでは複数回にわたるアニメ化やコミカライズなどのメディアミックスが展開される程人気を博した。
2023年4月1日、ロッテは日本記念日協会認定の「ビックリマンの日」に合わせて開催した「ビックリマンの日ファン感謝デー」で本作『ビックリメン』のティザーサイトとPVを公開。アニメ化作品としては6作目となるが、過去の「悪魔vs天使」シリーズの世界観をベースにした作品とは異なり、現代社会を舞台にビックリマンシールのコレクターたちが2軒のコンビニを拠点に骨肉の争いを繰り広げる様子が描かれる。制作は過去のシリーズに携わった東映アニメーション（『ビックリマン』『新ビックリマン』『スーパービックリマン』『祝!(ハピ☆ラキ)ビックリマン』の4作）およびスタジオコメット（『ビックリマン2000』のみ）ではなくシンエイ動画が行い、アニメーションの実制作はレスプリが担当する。
キャラクター原案は漫画家の武井宏之で、現代社会の高校生として登場するヤマトやコンビニ「Angel Mart」店長のフェニックスを始め「悪魔vs天使」シリーズのメインキャラクターをベースに新規のデザインを描き起こしている。

## ストーリー・世界観
歴代の「悪魔vs天使」シリーズを原作とする世界観とは全く異なり、令和時代の日本とほぼ変わらないがビックリマンシールのブームが過熱し、現金以上の価値を持つようになっている。特にレアリティの高いキラシールはコレクター同士の争奪戦も珍しくなく、シールの運搬には現金輸送車並みの厳重な警戒態勢を敷いているが、本編の1年前に発生した「ビックリマンシール三億枚事件」と呼ばれる窃盗事件が今でも語り草とされている。
高校生のヤマトはある日、キラシールの出現率が高いことで評判のコンビニ「Angel Mart」とその競合店「Devil Store」をそれぞれ拠点とするコレクター同士の抗争に巻き込まれてしまった。2軒のコンビニを拠点にコレクター仲間の勢力を二分する運命の戦いはどのように決着するのであろうか？

## 登場人物

### Angel Mart
ヤマトらがバイトしているコンビニ。
ヤマト
声 - 梶田大嗣
主人公。ビックリ高校に通う一年生。デザインのベースは「悪魔vs天使」シリーズのメインキャラクターであったヤマト王子で、みずらを結っている。
高校生で、普段は宅配のアルバイトをしているが「Angel Mart」と「Devil Store」をそれぞれ拠点とするシールコレクター同士の抗争に巻き込まれてしまう。
かなりの俊足で比較的に遠い距離にいた車に轢かれそうなクロを素早く助けたこともあった。
牛若（うしわか）
声 - 森嶋秀太
「Angel Mart」のバイトで十高校の一年生。不審な面々からビックリマンを守るために動く。自分以外を馬鹿にしている節がある。デザインのベースは牛若天子。下駄を履いている。
ジャック
声 - 橘龍丸、種市桃子（幼少期）
デザインのベースは天子男ジャック。牛若のバイト仲間。イギリス生まれだが英語は喋れない。ビックリマンマニアで、趣味はベース。ドッキリ高校の1年生で同じ学校に通う女子の十字架に片思いしている。登山帽をかぶっている。
フェニックス
声 - 斉藤壮馬
コンビニ「Angel Mart」の店長。温厚な性格の男性。デザインのベースは聖フェニックス。第1話ではヤマトがフッドに襲われている所を救った。
オアシス
声 - 小林ゆう
Angel Martのパート従業員で十字架の姉。一本釣の推しで彼がコンビニに来たときは、かなりときめいていた。ジャックからは畏怖の念を抱かれている。デザインのベースはオアシス天如。

### Devil Store
「Angel Mart」のライバル店。ビックリマンシール絡みの悪事を働いており、ブラックリスト認定されている。
マリス / マリア
声 - 小西克幸、日笠陽子（変身後）
「Angel Mart」のライバル店・「Devil Store」のエリアマネージャー。眼鏡をかけている怪しい男。サタンマリアの因子を持っており、フェニックスと対立する。
フッド
声 - 阿座上洋平、小市眞琴（幼少期）
中国マフィアのボスの息子。ガラの悪い少年。17歳。ファミリー再建の資金用にレアタイプのビックリマンシールを回収するため、「Devil Store」に出入りしている。マリスとはつるんでいるが、所謂利害関係でしかない。デザインのベースは魯神フッド。
ピーター
声 - 榊原優希
聖ツァール学院の初等科五年生の少年。マリスの役に立ちたくてビックリマンシール収集に協力するが、ビックリマンには基本的に興味はない。デザインのベースはピーター神子。
アリババ
声 - 田丸篤志
ニット帽を被った無気力で儚げな謎の青年。19歳。デザインのベースは騎神アリババ。ヤマト達との交流を通じてマリスを拒絶。ヤマトの家に居候し、Angel Martでバイトを始める。
デビル店長
声 - 保村真
「Devil Store」の店長。ビックリマンとは無関係の人物で、マリスたちの暗躍には気付いていない。

### その他
一本釣
声 - 梅原裕一郎
「Angel Mart」の常連の漁師。時折、ヤマトらに鮮魚を差し入れにやって来る。デザインのベースは一本釣帝。
照光子
声 - 市来光弘
ビックリマン工場の営業課長の中年男性。三億枚事件について調べている。ヤマトをビックリマンシールを巡る戦いに引き込ませた張本人。ダウジングが出来る。デザインのベースは照光子。
クロ
声 - 斉藤壮馬
ヤマトのペットの黒猫。ヤマトがバイトに勤しむのは餌代を稼ぐため。
十字架
声 - 小倉唯
オアシスの妹でドッキリ高校の1年生。彼女に好意を抱く人間は多く、ジャックの片思いの相手でもある。好物の天チキを買い求めに来店するAngel Martの常連客。デザインのベースは十字架天使。
カーン
声 - 宝亀克寿
ビックリ高校に勤める美術の非常勤講師。ビックリマンを語り始めると饒舌になる。かつてビックリマンシールのイラストレーターをしていた。デザインのベースはシャーマンカーン。
タカやん
声 - 徳留慎乃佑
ヤマトのクラスメイトのビックリ高校1年生。筋金入りのビックリマンおたく。心配性の兄がおり、その兄もビックリマンの情報通。。
マンセー裸タイプII
声 - 下野紘
タカやんのビックリマン仲間で、ヤマトが初めてシールを交換した相手。
さとやん
声 - 里崎智也
口は悪いが心は優しい地元のヤンキー。
ナナカ
声 - 諸星すみれ
ふっくら中学女子ラクロス部の1年生部員。本当は部員として頑張りたいが才能のなさに自己嫌悪してマネージャーに徹する。そんな自分をお守りに自己投影してバッグにファラ助のシールを貼っている。
スーパーゼウス
声 - 麦人
ビックリマン工場の工場長。カーンとは旧知の仲。
スーパーデビル
声 - 諏訪部順一
ピーターを依代にして顕現する。
ブラックゼウス
声 - 濱野大輝
スーパーゼウスの双子の兄弟。スーパーデビルにより若返った状態で召喚される。

## スタッフ
- 原作 - ロッテ[1][5]
- 監督 - 月見里智弘[1][5]
- シリーズ構成 - 綾奈ゆにこ[1][5]
- キャラクター原案・メカニック原案 - 武井宏之[4][5]
- キャラクターデザイン・総作画監督 - 大和田彩乃[1][5]
- メカニックデザイン- 武井宏之[5]、射尾卓弥[5]
- メインアニメーター - 高津智子
- プロップ設定 - 高津智子、古屋拓、向井雅俊
- 色彩設計 - のぼりはるこ[5]
- 美術監督 - 田山修[5]
- 3DCGディレクター - 横枕洸一
- 撮影監督・特殊効果 - 久保田淳[5]
- 編集 - 松原理恵[5]
- 音響監督 - 藤田亜紀子[5]
- 音響効果 - 櫻井陽子
- 音響制作 - INSPIONエッジ[5]
- 音楽 - 三澤康広[1][5]
- 音楽制作 - エイベックス・ピクチャーズ
- プロデューサー - 林郁美、西浩子、綾野佳菜子、秋山倫子、酒見弘人、松井優子
- アニメーションプロデューサー - 清水香梨子
- 制作 - シンエイ動画[1][5]
- アニメーション制作 - レスプリ[1][5]
- 製作 - ビックリメン製作委員会（シンエイ動画、エイベックス・ピクチャーズ、レスプリ、フリュー、ADKエモーションズ、クープ、BS朝日）[1][5]

## 主題歌
「コレクション」
Dannie Mayによるオープニングテーマ。作詞・作曲はマサ、編曲は田中タリラ。
「青春☆ワチャゴナドゥ」
ヤマト（梶田大嗣）、牛若（森嶋秀太）、ジャック（橘龍丸）による前期エンディングテーマ。作詞はマイクスギヤマ、作曲・編曲は大石憲一郎。
「祈り」
マリア（日笠陽子）による後期エンディングテーマ。作詞はeNu、作曲・編曲は関向弥生。
「Be Cool Men!」
ジャック（橘龍丸）による第4話挿入歌・エンディングテーマ。作詞は松井洋平、作曲・編曲はAstroNoteS。

## 各話リスト
| 話数 | サブタイトル                   | 脚本         | 絵コンテ   | 演出                | 作画監督                                                                                    | メカニック 作画監督 | 初放送日       |
| ---- | ------------------------------ | ------------ | ---------- | ------------------- | ------------------------------------------------------------------------------------------- | ------------------- | -------------- |
| #1   | ビックリなお届けもの!?         | 綾奈ゆにこ   | 月見里智弘 | 月見里智弘          | 佐藤綾子 宮田瑠美 高津智子                                                                  | 舘崎大              | 2023年 10月5日 |
| #2   | 因子を持つ者                   | 綾奈ゆにこ   | 設楽直美   | 設楽直美            | 佐藤綾子 つしまゆりか 足立裕貴 高津智子                                                     | 舘崎大              | 10月12日       |
| #3   | 交換道中膝栗毛                 | 小川ひとみ   | 高津智子   | 月見里智弘 高津智子 | 佐藤綾子 高津智子 つしまゆりか 足立裕貴 渡辺伸弘 服部憲知                                   | -                   | 10月19日       |
| #4   | NO BIKKURI, NO LIFE.           | 中西やすひろ | 設楽直美   | 月見里智弘 高津智子 | 佐藤綾子 高津智子 つしまゆりか 足立裕貴 宮本由紀子                                          | 舘崎大              | 10月26日       |
| #5   | 釣亀釣亀                       | 綾奈ゆにこ   | 高津智子   | 小坂春女            | 佐藤綾子 高津智子 つしまゆりか 渡辺伸弘 宮本由紀子                                          | 舘崎大              | 11月2日        |
| #6   | 日曜日のブララ                 | 熊谷純       | 設楽直美   | 小坂春女            | 佐藤綾子 高津智子 宮本由紀子 宮田瑠美 舘崎大                                                | 舘崎大              | 11月9日        |
| #7   | レッド・ホット・バニラ・アイス | 大河内一楼   | 月見里智弘 | 月見里智弘          | 高津智子 佐藤綾子 宮本由紀子 宮田瑠美                                                       | 舘崎大              | 11月16日       |
| #8   | 偽物の乱                       | 熊谷純       | 設楽直美   | 設楽直美            | 佐藤綾子 高津智子 渡辺伸弘 宮田瑠美 宮本由紀子                                              | 舘崎大              | 11月23日       |
| #9   | かつて私たちは                 | 小川ひとみ   | 高津智子   | 月見里智弘          | 高津智子 Park Hye-Ran 宮田瑠美 渡辺伸弘 舘崎大                                              | 舘崎大              | 11月30日       |
| #10  | あなたの役に立ちたくて         | 綾奈ゆにこ   | 高津智子   | 小坂春女            | 佐藤綾子 高津智子 宮田瑠美 渡辺伸弘 宮本由紀子                                              | 舘崎大              | 12月7日        |
| #11  | ビックリマンが終わる日         | 熊谷純       | 設楽直美   | 設楽直美            | 高津智子 佐藤綾子 Park Hye-Ran Kang Min-Young 渡辺伸弘 宮田瑠美                             | 舘崎大              | 12月14日       |
| #12  | ビックリメン                   | 綾奈ゆにこ   | 月見里智弘 | 月見里智弘          | 高津智子 佐藤綾子 Lee Sok-yun Kang Min-Young 渡辺伸弘 宮田瑠美 宮本由紀子 舘崎大 月見里智弘 | 舘崎大 月見里智弘   | 12月21日       |

## 放送局
| 放送期間                 | 放送時間               | 放送局   | 対象地域 | 備考                                   |
| ------------------------ | ---------------------- | -------- | -------- | -------------------------------------- |
| 2023年10月5日 - 12月21日 | 木曜 23:30 - 金曜 0:00 | TOKYO MX | 東京都   |                                        |
| 2023年10月6日 - 12月22日 | 金曜 23:00 - 23:30     | BS朝日   | 日本全域 | 製作参加 / BS/BS4K放送 / 『アニメA』枠 |

| 配信開始日    | 配信時間                   | 配信サイト | 備考           |
| ------------- | -------------------------- | --- | -------------- |
| 2023年10月6日 | 金曜 0:00（木曜深夜） 更新 | アニメタイムズ dアニメストア U-NEXT アニメ放題                                                                               | 先行見放題配信 |
|               |                            | バンダイチャンネル ニコニコチャンネル music.jp カンテレドーガ ビデオマーケット HAPPY!動画 MOVIE FULL PLUS MOVIE FULL Ongen   | レンタル配信   |
| 2023年10月9日 | 月曜 0:00（日曜深夜） 更新 | Amazon Prime Video Lemino Hulu FOD DMM TV ABEMA バンダイチャンネル J:COMオンデマンド TELASA Milplus auスマートパスプレミアム | 見放題配信     |

## BD / DVD
| 巻 | 発売日         | 収録話         | 規格品番     | 規格品番      |
| 巻 | 発売日         | 収録話         | BD BOX       | DVD BOX       |
| -- | -------------- | -------------- | ------------ | ------------- |
| 上 | 2023年12月22日 | 第1話 - 第6話  | EYXA-14217/8 | EYBA-14215/6  |
| 下 | 2024年2月23日  | 第7話 - 第12話 | EYXA-14221/2 | EYBA-14219/20 |

## 漫画
ビックリメン バトルロイヤル
あきの実によるスピンオフ作品。2023年11月10日から『週刊コロコロコミック』（小学館）にて全12話で連載。
ビックリメン 私立メイドン女学院
今田ユウキによるオリジナルストーリー。2023年11月10日から『週刊コロコロコミック』にて全12話で連載。